# Milton H. Welling

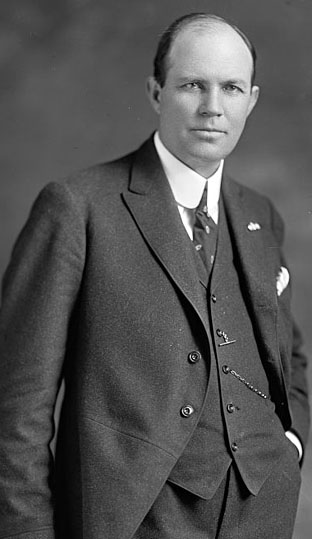
Milton H. Welling

Milton Holmes Welling (* 25. Januar 1876 in Farmington, Utah; † 28. Mai 1947 in Salt Lake City, Utah) war ein US-amerikanischer Politiker. Zwischen 1917 und 1921 vertrat er den ersten Wahlbezirk des Bundesstaates Utah im US-Repräsentantenhaus.

## Frühe Jahre
Milton Welling besuchte die öffentlichen Schulen seiner Heimat, die Latter-day Saints’ University und anschließend die University of Utah. Danach war er in der Landwirtschaft, im Handel und im Bankgewerbe tätig. Im Jahr 1906 wurde er Kurator des Brigham Young College, aus dem später die Brigham Young University hervorging.

## Politische Laufbahn
Welling wurde Mitglied der Demokratischen Partei. Zwischen 1911 und 1915 war er Abgeordneter im Repräsentantenhaus von Utah. Bei den Kongresswahlen des Jahres 1916 wurde er in das US-Repräsentantenhaus gewählt, wo er am 4. März 1917 Joseph Howell ablöste. Nach einer Wiederwahl im Jahr 1918 konnte er bis zum 3. März 1921 zwei Legislaturperioden im Kongress absolvieren. Im Jahr 1920 verzichtete er auf eine erneute Kandidatur. Stattdessen bewarb er sich erfolglos um einen Sitz im US-Senat.

## Weiterer Lebenslauf
Zwischen 1925 und 1928 war Milton Welling Leiter der Meldebehörde des Staates Utah. Von 1928 bis 1937 war er als Secretary of State geschäftsführender Beamter der Regierung von Utah. Außerdem war er Kurator des Utah State Agricultural College (1926–1936) und Mitglied im Leitungsgremium der University of Utah (1928–1936). In den Jahren 1937 und 1938 arbeitete Welling für das US-Innenministerium an einer Studie über öffentliches Weideland. Danach beschäftigte sich Milton Welling mit privaten Geschäften, wozu inzwischen neben der Landwirtschaft auch der Bergbau gehörte. Im Januar 1943 wurde er während des Zweiten Weltkriegs Revisor bei den Luftstreitkräften der US-Army. Danach arbeitete er bis zu seinem Tod im Jahr 1947 für die Kriegsvermögensstelle (War Assets Administration) in Salt Lake City.